# Teorema de Huygens
El  teorema de Huygens  estableix que la longitud reduïda d'un pèndol físic no varia quan el centre d'oscil·lació O' passa a ser centre de suspensió (O), ja que tots dos punts permuten entre si els seus papers (punts conjugats). El període del pèndol serà el mateix en ambdós casos.

## Explicació

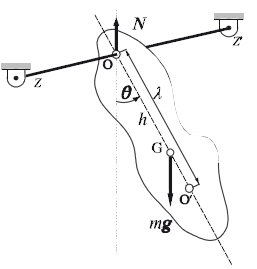
Figura 1. Pèndol físic ..

Pel que fa al període de les oscil d'un pèndol físic, la massa del pèndol pot imaginar concentrada en un punt (O ') la distància a l'eix de suspensió és  λ . Aquest punt rep el nom de centre d'oscil·lació i la distància  λ  s'anomena longitud reduïda del pèndol, venint en fa

{\displaystyle \lambda ={I_{\text{O}} \over mh}\qquad [1]}

Si ara fem passar l'eix de suspensió pel punt O ', de manera que sigui paral·lel a l'anterior eix de suspensió, el punt O' passa a ser el punt de suspensió, mentre que el punt O passa a ser el centre d'oscil·lació. Tots dos punts han permutat entre si els seus papers, per això es diu que són punts conjugats. El mateix podem dir per als punts Q i Q '.
Aquesta propietat s'aprofita per a la construcció de l'anomenat pèndol reversible de Kater, instrument que permet mesurar el valor de l'acceleració gravitatòria amb gran precisió.

## Demostració del teorema
És convenient substituir en l'expressió [1] el valor del moment d'inèrcia  I   O  del pèndol respecte a l'eix de suspensió ZZ 'de moment d'inèrcia  I   G  del cos respecte a un eix paral·lel a l'anterior que passa pel centre de gravetat G del pèndol. Així, servint-nos del teorema de Steiner, i anomenant K al radi de gir del cos respecte a aquest últim eix, podem escriure:

{\displaystyle I_{\text{O}}=I_{\text{G}}+mh^{2}=mK^{2}+mh^{2}=m(h^{2}+K^{2})\,\qquad [2]}

Combinant les expressions [1] i [2], la longitud reduïda del pèndol, respecte a l'eix de suspensió, pot expressar-se en la forma

{\displaystyle \lambda ={I_{\text{O}} \over mh}={I_{\text{G}}+mh^{2} \over mh}={mK^{2}+mh^{2} \over mh}={h^{2}+K^{2} \over h}=h+{K^{2} \over h}\qquad [3]}

Ara, fem passar l'eix de suspensió per un altre punt, situat sobre la recta OG i que es trobi a una distància  h  'del CDG, G, de manera que el període de les oscil sigui el mateix que abans, això equival a dir que la longitud reduïda del pèndol, respecte a aquest nou eix de suspensió, és la mateixa que anteriorment ( λ  =  λ  '). Podem escriure

{\displaystyle \lambda ={h^{2}K^{2} \over h}={h'^{2}K^{2} \over h'}={h^{2}-h'^{2} \over h-h'}={(hh')(h-h') \over (h-h')}\qquad [4]}

on hem fet ús de la següent propietat de les proporcions {\displaystyle \textstyle \quad {a \over b}={c \over d}={a\pm c \over b\pm d}} i, per tant,

{\displaystyle \lambda (h-h')=(hh')(h-h')\,\qquad [5]}

equació que té dues solucions:
1. Pot ser  h  =  h  '; ii, es tracta del punt Q, situat a l'altre costat del cdg ia la mateixa distància d'aquest que el punt O.
2. En el cas que sigui  h  ≠  h  ', dividint per ( h  -  h ') dos membres de la igualtat [5] i tenint en compte [3], ens quedarà:

{\displaystyle \textstyle \lambda =hh'\quad \Rightarrow \quad h'=\lambda -h={K^{2} \over h}\quad \Rightarrow \quad hh'=K^{2}\qquad [6]}

corresponent la distància  h  'a la posició del punt O', conjugat de l'O, que està situat a l'altre costat del cdg i de manera que la suma de distàncies al mateix ( h   h  ') és la longitud reduïda ( λ ) del pèndol.